# M-95 Degman
M-95 Degman je glavni bojni tank hrvaške vojske. Tank je nadgradnja tanka M-84. Predelali so ga v tovarni Đuro Đaković specijalna vozila d.d.

## Uporabniki
- Hrvaška-2 prototipa